# 송동면
송동면(松洞面)은 대한민국 전북특별자치도 남원시의 면이다.

## 법정리
- 송내리(松內里)
- 송기리(松基里)
- 송상리(松上里)
- 사촌리(沙村里)
- 영동리(嶺洞里)
- 장국리(奬國里)
- 장포리(長浦里)
- 연산리(蓮山里)
- 신평리(新坪里)
- 양평리(陽坪里)
- 두신리(杜新里)
- 세전리(細田里)
- 흑송리(黑松里)

## 교육
- 송동초등학교 (신평리)
- 두동초등학교 (폐교) - 송동면 노송로 293-12 (연산리)
- 송동중학교 (신평리)